# Luis Medina Cantalejo
Luis Medina Cantalejo (Siviglia, 1º marzo 1964) è un ex arbitro di calcio e dirigente arbitrale spagnolo.

## Carriera
Ha debuttato nella primera división il 30 agosto 1998 nella partita Real Sociedad-Real Oviedo. Nella stagione 2005-2006 ha diretto 16 partite del campionato spagnolo e la finale di Coppa del Re.
Ha esordito in campo internazionale nella partita Turchia-Georgia del 4 settembre 2004. Sempre nel 2004, diresse a Bochum la finale degli Europei under 21 tra Italia e Serbia e Montenegro. Nel 2005 ha invece preso parte ai mondiali under 20 nei Paesi Bassi.
Ha arbitrato 4 gare del Campionato mondiale di calcio 2006: Germania-Polonia e Argentina-Paesi Bassi durante la fase a gruppi, l'ottavo di finale Italia-Australia (gara in cui ha concesso oltre il 90º minuto un rigore all'Italia, poi trasformato da Totti) e il quarto di finale Brasile-Francia.
Inoltre ha svolto il compito di quarto uomo nella finale Francia-Italia vinta dalla nazionale azzurra: in questa partita è stato fondamentale il suo contributo per permettere la sanzione della testata data a gioco fermo da Zinédine Zidane a Marco Materazzi, sfuggita sia all'arbitro Horacio Elizondo che ai guardalinee Darío García e Rodolfo Otero.
Nel maggio 2009 ha diretto l'ultima partita della propria carriera, la finale di Coppa UEFA a Istanbul tra Šachtar e Werder Brema.
Medina Cantalejo, come prima occupazione, è assessore allo sport del comune di Tomares, a ovest di Siviglia. È inoltre osservatore degli arbitri UEFA.